# Nicole Johnson (Miss California USA)

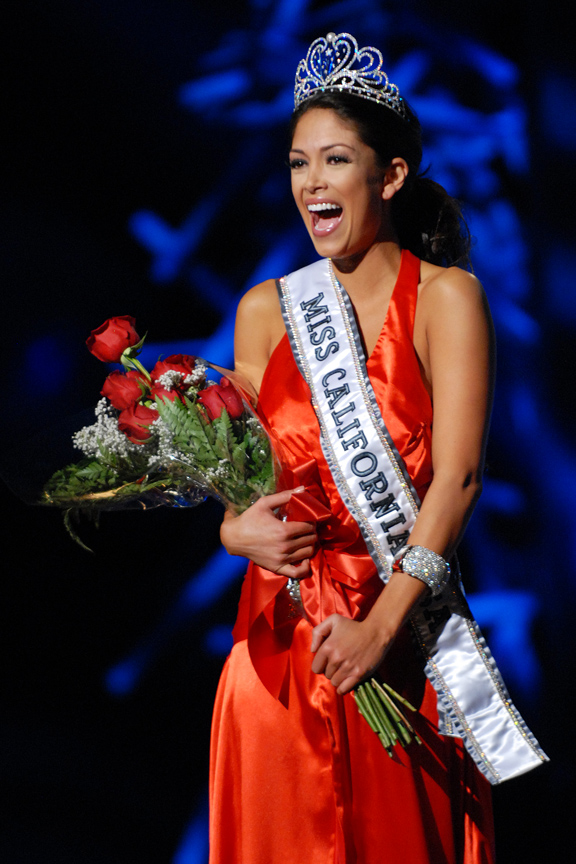
Miss California 2010, Nicole Johnson no palco do cassino Agua Caliente, no Rancho Mirage

Nicole Johnson (12 de julho de 1985) é uma modelo americana considerada a ''Rainha da Beleza''. Foi coroada Miss Califórnia EUA em 2010. Ela foi vice-campeã em 2007.

## Início da vida
Johnson, filha da farmacêutica e professora Annette Johnson e do gerente de vendas Richard Johnson, mudou-se com sua família da Pensilvânia, para Westlake Village, Califórnia, enquanto na infância. Ela estudou na escola de ensino médio Los Cerritos em Thousand Oaks, e se formou na Westlake High School em 2003.
Johnson quando tinha 17 anos, leu um anúncio no a Thousand Oaks Acorn para o Miss Califórnia Adolescente. Johnson, uma estudante de faculdade, queria transferir para a Universidade do Sul da Califórnia e pensou que a bolsa iria ajudar a pagar a sua educação. De 304 participantes Johnson levou o primeiro vice-campeã.
Em 2007, Johnson se formou com honras da Universidade do Sul da Califórnia com um grau de Bacharel de Artes em Comunicação. Durante seu tempo na USC, ela focava em entretenimento esportivo. Após a faculdade, ela passou a trabalhar como assistente financeira, e, mais tarde, como assistente de produção para a ESPN ESPY Awards.

## A Miss EUA 2010
Nicole foi colocada no top 10 do concurso Miss EUA 2010 e sexto no Miss Califórnia. Ela foi patrocinada pelo INTA Gemas e Diamantes, Agua Caliente e Tony Bowls.

## Vida pessoal
Johnson trabalhou anteriormente para a Mercedes Benz e, antes de sua chegada ao desfile do Miss EUA, foi promovida a assistente de finanças na concessionária.
Em 21 de fevereiro de 2015, Johnson entrou em um relacionamento com o nadador Michael Phelps. Eles se conheceram em 2009 e, temporariamente, se separaram em 2012. Seu filho, Boomer Robert Phelps, nasceu em 5 de Maio de 2016.

## Referencias
1. 1 2 3 4 5 6 7  Fischer, Sophia (22 de abril de 2010). «Local resident Miss California heads to USA pageant next month in Vegas». Thousand Oaks Acorn. California. Consultado em 20 de outubro de 2015. Cópia arquivada em 26 de abril de 2015. ...said Johnson, 24...
2. ↑  «5 Things to Know About Michael Phelps' New Fiancée, Nicole Johnson». Zimbio. Consultado em 22 de dezembro de 2015
3. ↑  «Nicole Michele Johnson on Instagram: "Thank you @m_phelps00 @bshea14 @e_p_shea @sdskeen @lwalker03 @windsornissan @moglase for an amazing finalé to my 30th Birthday ❤️ you guys…"». Instagram. Consultado em 22 de dezembro de 2015
4. 1 2  Needham, Nancy (10 de dezembro de 2009). «Miss California is homegrown». Thousand Oaks Acorn. Consultado em 18 de novembro de 2015. Cópia arquivada em 18 de novembro de 2015
5. 1 2 3 4  Nezzar, Jamo (3 de maio de 2010). «How I Trained Miss California 2010 Nicole Johnson for Miss USA 2010». MyFitTribe.com. Consultado em 5 de julho de 2016. Arquivado do original em 7 de maio de 2010
6. ↑  Miss California favorite to win Miss USA.
7. ↑  Photo of the 10 semi-finalists at Miss USA 2010. kansascity.com.
8. ↑  Miss California USA Official Website.
9. ↑  Law, Christine.
10. ↑  Worland, Justin (22 de fevereiro de 2015). «Michael Phelps Just Got Engaged to Former Miss California USA». Time
11. ↑  Harris, Beth (7 de maio de 2016). «Michael Phelps is a first-time father». US News and World Report